# Megachile hackeri
Megachile hackeri är en biart som beskrevs av Cockerell 1913. Megachile hackeri ingår i släktet tapetserarbin, och familjen buksamlarbin. Inga underarter finns listade i Catalogue of Life.